# 10154 Tanuki
10154 Tanuki este un asteroid din centura principală de asteroizi.

## Descriere
10154 Tanuki este un asteroid din centura principală de asteroizi. A fost descoperit pe 31 octombrie 1994 la Ōizumi de Takao Kobayashi. El prezintă o orbită caracterizată de o semiaxă mare de 2,27 ua, o excentricitate de 0,11 și o înclinație de 2,3° în raport cu ecliptica.